# Collier's Encyclopedia
Ne doit pas être confondu avec Collier's New Encyclopedia.
Collier's Encyclopedia (titre complet: Collier's Encyclopedia with Bibliography and Index) est une encyclopédie généraliste américaine publiée par Crowell, Collier and Macmillan (en). Autodécrite dans sa préface comme « un résumé savant, systématique et continuellement révisé des connaissances les plus significatives pour l'humanité », elle a longtemps été considérée comme l'une des trois grandes encyclopédies générales contemporaines de langue anglaise, avec l'Encyclopedia Americana et l'Encyclopædia Britannica — les trois étaient[Quand ?] parfois appelées collectivement « les ABC ».